# Pericoma pingarestica
Pericoma pingarestica är en tvåvingeart som beskrevs av Vaillant 1978. Pericoma pingarestica ingår i släktet Pericoma och familjen fjärilsmyggor. Inga underarter finns listade i Catalogue of Life.